# Narumi Takahashi
Narumi Takahashi (jap. 高橋成美 Takahashi Narumi; ur. 15 stycznia 1992 w Chibie) – japońska łyżwiarka figurowa, startująca w parach sportowych. Uczestniczka igrzysk olimpijskich (2014), brązowa medalistka mistrzostw świata (2012), wicemistrzyni (2010) i brązowa (2011) medalistka mistrzostw świata juniorów oraz sześciokrotna mistrzyni Japonii (2009–2012, 2014, 2015). Zakończyła karierę amatorską 2 kwietnia 2018 roku.

## Osiągnięcia

### Z Ryo Shibatą
| Zawody                     | 16–17          | 17–18          |                |                |                |                |                |                |                |                |                |                |                |                |                |                |                |
| Międzynarodowe             | Międzynarodowe | Międzynarodowe | Międzynarodowe | Międzynarodowe | Międzynarodowe | Międzynarodowe | Międzynarodowe | Międzynarodowe | Międzynarodowe | Międzynarodowe | Międzynarodowe | Międzynarodowe | Międzynarodowe | Międzynarodowe | Międzynarodowe | Międzynarodowe | Międzynarodowe |
| -------------------------- | -------------- | -------------- | -------------- | -------------- | -------------- | -------------- | -------------- | -------------- | -------------- | -------------- | -------------- | -------------- | -------------- | -------------- | -------------- | -------------- | -------------- |
| Zimowe igrzyska azjatyckie | 6              |                |                |                |                |                |                |                |                |                |                |                |                |                |                |                |                |
| Asian Open Trophy          |                | 3              |                |                |                |                |                |                |                |                |                |                |                |                |                |                |                |
| Krajowe                    |                |                |                |                |                |                |                |                |                |                |                |                |                |                |                |                |                |
| Mistrzostwa Japonii        | 4              | 2              |                |                |                |                |                |                |                |                |                |                |                |                |                |                |                |

### Z Ryuichi Kiharą

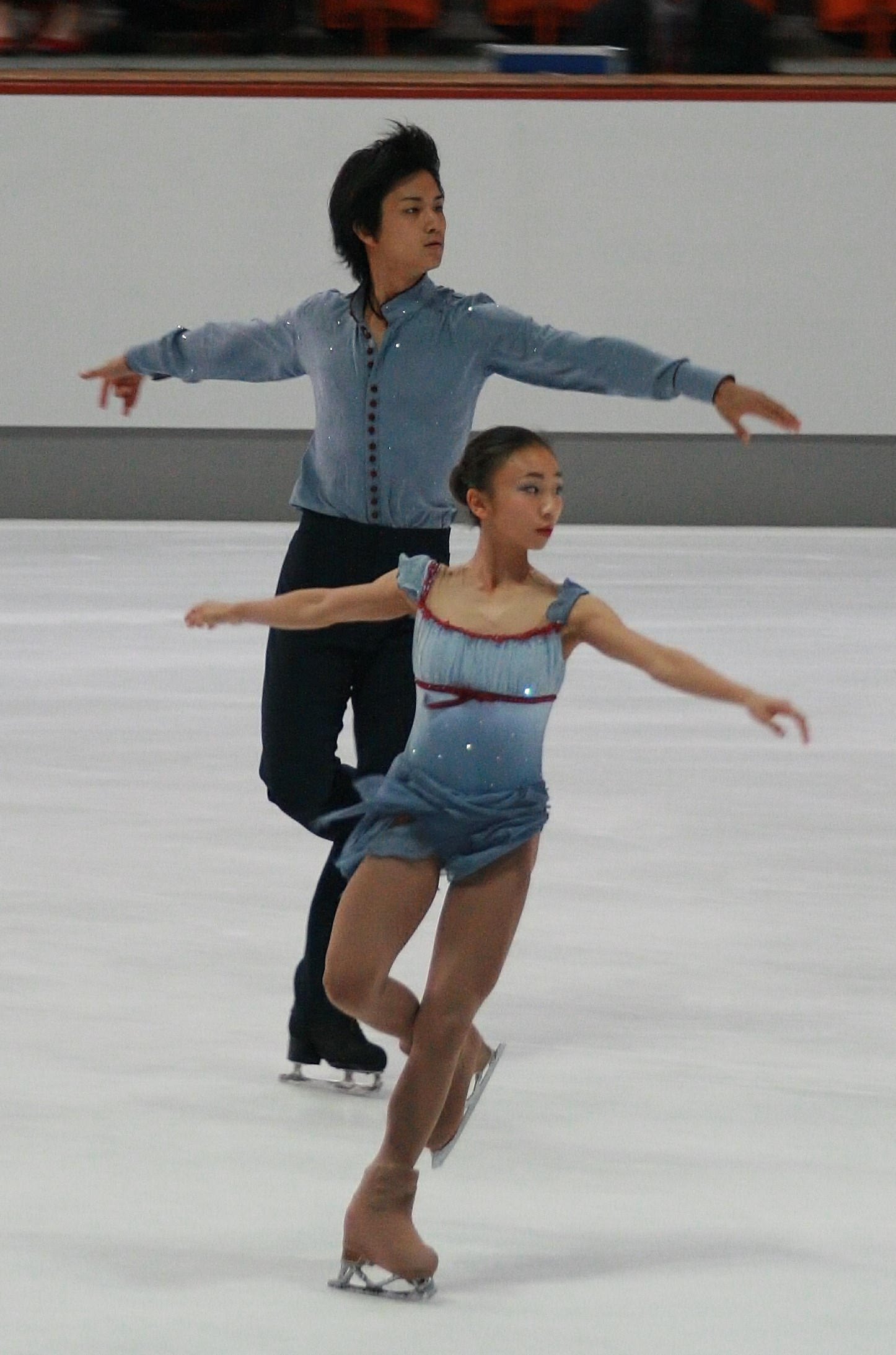
Narumi Takahashi i Ryuichi Kihara podczas Nebelhorn Trophy 2013

| Zawody                           | 13–14          | 14–15          |                |                |                |                |                |                |                |                |                |                |                |                |                |                |                |
| Międzynarodowe                   | Międzynarodowe | Międzynarodowe | Międzynarodowe | Międzynarodowe | Międzynarodowe | Międzynarodowe | Międzynarodowe | Międzynarodowe | Międzynarodowe | Międzynarodowe | Międzynarodowe | Międzynarodowe | Międzynarodowe | Międzynarodowe | Międzynarodowe | Międzynarodowe | Międzynarodowe |
| -------------------------------- | -------------- | -------------- | -------------- | -------------- | -------------- | -------------- | -------------- | -------------- | -------------- | -------------- | -------------- | -------------- | -------------- | -------------- | -------------- | -------------- | -------------- |
| Igrzyska olimpijskie             | 18             |                |                |                |                |                |                |                |                |                |                |                |                |                |                |                |                |
| Mistrzostwa świata               | 17             | 19             |                |                |                |                |                |                |                |                |                |                |                |                |                |                |                |
| Mistrzostwa czterech kontynentów |                | 10             |                |                |                |                |                |                |                |                |                |                |                |                |                |                |                |
| GP Rostelecom Cup                | 8              | 7              |                |                |                |                |                |                |                |                |                |                |                |                |                |                |                |
| GP NHK Trophy                    | 8              | 7              |                |                |                |                |                |                |                |                |                |                |                |                |                |                |                |
| CS Nebelhorn Trophy              |                | 7              |                |                |                |                |                |                |                |                |                |                |                |                |                |                |                |
| CS Autumn Classic International  | 9              |                |                |                |                |                |                |                |                |                |                |                |                |                |                |                |                |
| Lombardia Trophy                 | 7              |                |                |                |                |                |                |                |                |                |                |                |                |                |                |                |                |
| Nebelhorn Trophy                 | 11             |                |                |                |                |                |                |                |                |                |                |                |                |                |                |                |                |
| Krajowe                          |                |                |                |                |                |                |                |                |                |                |                |                |                |                |                |                |                |
| Mistrzostwa Japonii              | 1              | 1              |                |                |                |                |                |                |                |                |                |                |                |                |                |                |                |
| Zawody drużynowe                 |                |                |                |                |                |                |                |                |                |                |                |                |                |                |                |                |                |
| Igrzyska olimpijskie             | 5 T            |                |                |                |                |                |                |                |                |                |                |                |                |                |                |                |                |

### Z Mervinem Tranem

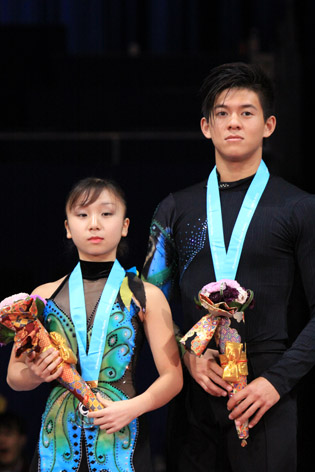
Narumi Takahashi i Mervin Tran podczas ceremonii medalowej – Finał Junior Grand Prix 2009

| Zawody                                | 07–08          | 08–09          | 09–10          | 10–11          | 11–12          | 12–13          |                |                |                |                |                |                |                |                |                |                |                |
| Międzynarodowe                        | Międzynarodowe | Międzynarodowe | Międzynarodowe | Międzynarodowe | Międzynarodowe | Międzynarodowe | Międzynarodowe | Międzynarodowe | Międzynarodowe | Międzynarodowe | Międzynarodowe | Międzynarodowe | Międzynarodowe | Międzynarodowe | Międzynarodowe | Międzynarodowe | Międzynarodowe |
| ------------------------------------- | -------------- | -------------- | -------------- | -------------- | -------------- | -------------- | -------------- | -------------- | -------------- | -------------- | -------------- | -------------- | -------------- | -------------- | -------------- | -------------- | -------------- |
| Mistrzostwa świata                    |                |                |                | 9              | 3              |                |                |                |                |                |                |                |                |                |                |                |                |
| Mistrzostwa czterech kontynentów      |                |                | 5              | 7              | 5              |                |                |                |                |                |                |                |                |                |                |                |                |
| GP Finał Grand Prix                   |                |                |                |                | 6              |                |                |                |                |                |                |                |                |                |                |                |                |
| GP Cup of China                       |                |                |                |                |                | WD             |                |                |                |                |                |                |                |                |                |                |                |
| GP NHK Trophy                         |                |                | 8              | 3              | 2              | WD             |                |                |                |                |                |                |                |                |                |                |                |
| GP Rostelecom Cup                     |                |                |                | 2              |                |                |                |                |                |                |                |                |                |                |                |                |                |
| GP Skate Canada International         |                |                |                |                | 4              |                |                |                |                |                |                |                |                |                |                |                |                |
| Międzynarodowe: Kategorie młodzieżowe |                |                |                |                |                |                |                |                |                |                |                |                |                |                |                |                |                |
| Mistrzostwa świata juniorów           | 15             | 7              | 2              | 3              |                |                |                |                |                |                |                |                |                |                |                |                |                |
| JGP Finał                             |                | 7              | 2              | 1              |                |                |                |                |                |                |                |                |                |                |                |                |                |
| JGP w Estonii                         | 12             |                |                |                |                |                |                |                |                |                |                |                |                |                |                |                |                |
| JGP w Niemczech                       | 6              |                |                | 2              |                |                |                |                |                |                |                |                |                |                |                |                |                |
| JGP w Meksyku                         |                | 4              |                |                |                |                |                |                |                |                |                |                |                |                |                |                |                |
| JGP w Polsce                          |                |                | 1              |                |                |                |                |                |                |                |                |                |                |                |                |                |                |
| JGP w Stanach Zjednoczonych           |                |                | 3              |                |                |                |                |                |                |                |                |                |                |                |                |                |                |
| JGP w Wielkiej Brytanii               |                | 3              |                | 2              |                |                |                |                |                |                |                |                |                |                |                |                |                |
| Krajowe                               |                |                |                |                |                |                |                |                |                |                |                |                |                |                |                |                |                |
| Mistrzostwa Japonii                   | 1 J            | 1              | 1              | 1              | 1              |                |                |                |                |                |                |                |                |                |                |                |                |
| Zawody drużynowe                      |                |                |                |                |                |                |                |                |                |                |                |                |                |                |                |                |                |
| World Team Trophy                     |                |                |                |                | 1 T 3 P        |                |                |                |                |                |                |                |                |                |                |                |                |

### Z Yoshiaki Yamadą
| Mistrzostwa Japonii | 1 J |

### Z Gao Yu (Chiny)
| Mistrzostwa Chin | 6 |